# 16 липня
16 липня — 197-й день року (198-й у високосні роки) в григоріанському календарі. До кінця року залишається 168 днів.

## Свята і пам'ятні дні

### Міжнародні
- Всесвітній день змій

### Національні
- Україна: День ухвали Декларації про суверенітет України.
- Україна: День бухгалтера.
- Україна: День сервісу.
- Україна: День працівників металургійної та гірничодобувної промисловості. Відзначається щорічно згідно з Указом Президента (№ 584/2006 від 27 червня 2006 р.).
- Грузія: Гергетоба або День духовної любові.
- Франція: День пам'яті жертв Голокосту.
- Японія: День моря
- Гондурас: День інженера.
- Болівія: Національне свято.
- США:
  - Національний день особистого шеф-кухаря.
  - День оладок з кукурудзи.

### Релігійні

#### Католицизм
- День Пресвятої Діви Марії з гори Кармель.

#### Православ'я[1]
- Священномученика Афіногена, єпископа, і десятьох учнів його.
- Мученика Павла і мучениць Алевтини (Валентини) і Хіонії.
- Мученика  Антіоха, лікаря.
- Мучениці Юлії, діви.
- Преподобного Іоана Вишенського, Святогорця.
- Пам'ять святих отців IV Вселенського Халкидонського собору[2].

### Іменини
✙ Православні: Павло, Валентина, Юлія, Іван
✝  Католицькі:

## Події
- 622 — відбулася Гіджра. Засновано Іслам.
- 1054 — невдачею завершилися в Константинополі переговори між Римом і Візантією про сфери впливу в Південній Італії і з низки теологічних питань. Християнська церква розділилася на дві гілки: католицьку і православну.
- 1212 — християни розбили Альмохадів у битві при Навас-де-Толосі в Іспанії.
- 1643 — експедиція голландського мореплавця Маартіна де Фриза відкрила острів Сахалін.
- 1661 — Стокгольмський банк випустив перші європейські банкноти.
- 1736 — Гезлев зайняли з допомогою запорізьких козаків Російська імператорська армія.
- 1790 — округ Колумбія, що не входить в юрисдикцію жодного штату, визначений як місце розташування уряду США.
- 1909 — заснували компанію «Audi».
- 1912 — у Києві в присутності вищого керівництва міста та краю відбулося урочисте відкриття Бессарабського критого ринку.
- 1917 — ухвалено II Універсал Української Центральної Ради. Цим актом проголошено взаємне визнання УЦР та Тимчасового уряду Росії.
- 1918 — в Єкатеринбурзі більшовики розстріляли російського імператора Миколу II.
- 1919 — під тиском польських військ УГА, перейшовши річку Збруч, залишила Східну Галичину і відступила на територію Наддніпрянської України.
- 1923 — Беніто Муссоліні заборонив азартні ігри в Королівстві Італія.
- 1938 — архієпископське послання Собору єпископів Автокефальної православної церкви у Польській республіці (майже повністю вилучене поліцією), пастирський лист Андрея (Шептицького) через знищення понад 100 православних церков Підляшшя та Холмщини; біля Ваймару в Третьому Рейху нацисти відкрили концтабір Бухенвальд.
- 1945 — США підірвали першу у світі атомну бомбу на випробуваннях «Триніті».
- 1951 — опубліковано повість Дж. Селінджера «Ловець у житі».
- 1956 — на вимогу керівництва Фінляндії Карело-Фінська РСР перетворена на Карельську АРСР (нині Республіка Карелія у складі РФ).
- 1965 — відкрили тунель під Монбланом, що зв'язав транспортним сполученням Францію й Італію.
- 1990 — Верховна Рада УРСР ухвалила Декларацію про державний суверенітет України.
- 1996 — Майкл Джексон дав безплатний королівський концерт султану Брунея.
- 1997 — Валерій Пустовойтенко очолив Кабінет Міністрів України.
- 2007 — залізнична аварія на Львівщині 16 липня 2007 (неподалік Ожидова у Буському районі).
- 2010 — в Одесі відкрили новий кінофестиваль — Перший Одеський міжнародний кінофестиваль
- 2010 — акція «Прапор — на вершину!» — присвячена 20-літтю прийняття Декларації про державний суверенітет України.
- 2019 — набрав чинності Закон України «Про забезпечення функціонування української мови як державної».

## Народились
Дивись також Категорія:Народились 16 липня
- 1486 — Андреа дель Сарто, італійський художник епохи Відродження, представник флорентійської школи Високого Відродження.
- 1571 — Теодор Ґалле, фламандський гравер, малювальник, ілюстратор і видавець епохи раннього бароко.
- 1722 — Джозеф Вілтон, англійський скульптор. Був одним із засновників Королівської академії мистецтв в 1768 році.
- 1723 — Джошуа Рейнольдс, британський художник.
- 1796 — Каміль Коро, французький живописець.
- 1808 — Арсеній Заблоцький-Десятовський, економіст, журналіст, державний і освітній діяч, був переконаним противником кріпацтва і прибічником ідеї його скасування. Брат Павла Парфеновича Заблоцького-Десятовського і Михайла Парфеновича Заблоцького-Десятовського.
- 1872 — Руал Амундсен, норвезький полярний дослідник, перший підкорювач Південного полюса.
- 1881 — Василь Зеньківський, український філософ, психолог, публіцист та церковний і державний діяч.
- 1908 — Василь Барка, український письменник і перекладач.
- 1928 — Роберт Шеклі, американський письменник-фантаст
- 1931 — Володимир Ковтун, український письменник.
- 1937 — Ада Роговцева, українська акторка театру та кіно.
- 1942 — Борис Небієрідзе, український кінорежисер, сценарист і актор грузинського походження.
- 1946 — Януш Вітвіцький, львівський архітектор, історик, автор пластичної панорами Львова, вбитий НКВС.
- 1948 — Марія Стефюк, українська оперна співачка.
- 1953 — Іан Мозлі, рок-музикант, ударник гурту «Marillion».
- 1954 — Ігор Пилатюк, український музикант (скрипаль), диригент, педагог, культурний та громадський діяч.
- 1955 — Сергій Клімов, відомий український генерал-лейтенант, перший український Начальник штабу, перший заступник Командувача Повітряних Сил ЗС України.
- 1956 — Володимир Шовкошитний, український поет, прозаїк, публіцист, громадський, політичний та державний діяч
- 1964 — Ніно Бурджанадзе, грузинський політик.
- 1967 — Сергій Котенко, офіцер Збройних сил України, учасник російсько-української війни. Герой України.
- 1968 — Ларрі Сенгер, один із засновників Вікіпедії.
- 1977 — Юрій Коваленко, офіцер Збройних сил України, учасник російсько-української війни. Герой України.
- 1980 — Джессі Джейн, американська порноакторка та модель.
- 1985  — Йоко Хікаса, японська сейю та співачка
- 1993 — Ганна Різатдінова, українська спортсменка, художня гімнастка, багаторазова призерка чемпіонатів світу та Європи, інших міжнародних турнірів.

## Померли
Дивись також Категорія:Померли 16 липня
- 851 — Сісенанд Кордовський, диякон, святий.
- 1664 — Андреас Гріфіус, німецький поет і драматург епохи бароко. Один з найвідоміших німецьких авторів сонетів в XVII столітті.
- 1747 — Джузеппе Марія Креспі, італійський живописець і гравер.
- 1846 — Василь Демут-Малиновський, російський скульптор, один з авторів пам'ятника Володимиру Великому у Києві.
- 1857 — П'єр-Жан Беранже, французький поет-демократ.
- 1896 — Едмон де Гонкур, французький письменник, відомий разом з рідним братом Жулем де Гонкуром, як романіст, історик, художній критик і мемуарист. За заповітом Едмона де Гонкура в 1900 році було засновано Гонкурівську академію; 1903 року — вручено першу Гонкурівську премію.
- 1910 — Альберт Анкер, швейцарський живописець і графік.
- 1925 — Петро Гнідич, прозаїк, драматург, перекладач, театральний діяч; походив з козацького роду Гнідичів, внучатий племінник письменника Миколи Гнідича.
- 1954 — Петро Лещенко, естрадний співак, танцюрист (виконавець народних і характерних танців), гітарист.
- 1965 — Борис Арцибашев, американський художник, дизайнер та ілюстратор українського походження. Син письменника Михайла Арцибашева.
- 1980 — Роберт Бракман, американський художник і педагог українського походження.
- 1985 — Генріх Белль, німецький письменник, лауреат Нобелівської премії з літератури (1972).
- 1989 — Герберт фон Караян, австрійський диригент.
- 1994 — Джуліан Швінгер, американський фізик-теоретик, лауреат Нобелівської премії з фізики 1965 року (разом з Синітіро Томонагою і Річардом Фейнманом)
- 2002 — Олександр Колчинський, український борець греко-римського стилю, дворазовий олімпійський чемпіон.
- 2006 — Олег Шейнцис, художник театру («“Юнона” та “Авось”») і кіно («Убити дракона»), родом з Одеси.
- 2012 — Джон Лорд, англійський композитор та клавішник. Відомий як учасник груп Artwoods, Flower Pot Men, Deep Purple, Paice, Ashton & Lord, Whitesnake.